# Maria Rosa Almirall i Oliver
Maria Rosa Almirall i Oliver   (Olot, 30 d'abril de 1956) és una ginecòloga i obstetra catalana, militant feminista, pionera en l'atenció a la salut de les persones trans. Ha lluitat pel dret de les dones a explorar, gaudir i decidir sobre el seu propi cos. Per aquesta experiència va crear un model de salut per a les persones trans que respecta les decisions de la persona.
Almirall va establir per primera vegada aquest nou model al CAP Mansó de Barcelona el 2012. Més endavant, el 2017, va esdevenir el centre referent de Institut Català de la Salut en l'atenció a les persones trans* i s'ha expandit a altres localitats de Catalunya i replicat a més comunitats autònomes d'Espanya i països com Xile.

## Biografia
Rosa Almirall va estudiar medicina a Barcelona, on va militar en col·lectius feministes com la Coordinadora Feminista de Barcelona, l'Associació de Planificació Familiar i el grup Dones per l'Autoconeixement i l'Anticoncepció (DAIA) de Barcelona. Va contribuir a la traducció per al grup DAIA del llibre Our Bodies, Ourselves, un referent internacional en l'empoderament personal i col·lectiu de les dones.
Va llicenciar-se en ginecologia i obstetrícia el 1979 i, posteriorment, va entrar a treballar com a ginecòloga al sistema públic de salut. El 1987, va ser designada com a cap clínica del servei de Ginecologia i Obstetrícia de l’Hospital Sagrat Cor de Barcelona. El 1988 va doctorar a la Universitat de Barcelona amb una tesi en castellà sobre el Valor predictivo de la monitorización antenatal de la F.C.F. según la patología y la edad gestacional. El 1995, va passar a dirigir el servei d’atenció a la salut sexual i reproductiva de diverses regions de Catalunya. Ha participat en projectes de recerca, que inclouen els antibiòtics en parts prematurs, malalties oportunistes en presència del virus de l'herpes i del papil·loma en la població general i en treballadores sexuals a Barcelona, entre d'altres.
Almirall va assistir a una xerrada en la qual Miquel Missé va explicar la problemàtica en la salut dels nois trans. Després d'informar-se que l'atenció ginecològica cap a les persones trans era inexistent i discriminatòria, va decidir crear una consulta que diferiria radicalment de la Unitat de Trastorns d'Identitat de Gènere de l'Hospital Clínic de Barcelona. Així doncs, el 2012 va impulsar la Unitat Trànsit al CAP Manso al barri de Sant Antoni de Barcelona amb una atenció despatologitzada que considerava el fet trans com a part de la diversitat humana, seguint el model biopsicosocial. La unitat va tenir succés, tot i el rebuig i les crítiques d'algunes unitats especialitzades.
El 2015 la plataforma assembleària Trans*forma la Salut va negociar amb el Departament de Salut un nou model d'atenció a la salut de les persones trans que establís el Servei Trànsit com a centre de referència i n'ampliés els recursos. Aquest va anunciar-se l'octubre de 2016 i establir-se oficialment el novembre de 2017. Així, es va consolidar el model de Rosa Almirall i augmentar substancialment el nombre de professionals sanitaris per satisfer-ne la demanda. El Servei Trànsit va ser premiat per la Federació Estatal de Lesbianes, Gais, Trans i Bisexuals amb el Premi Ploma 2019 i Almirall va rebre el premi d'emprenedoria social de la Fundació Ashoka a l'European Changemaker Summit 2019. CatSalut ha estès el servei al territori català, el 2022 havia obert cinc unitats a Reus, Lleida, Manresa,Girona i Sabadell.
Rosa Almirall va fundar el 2020 l'Associació Kasa Trans* per acompanyar persones trans de fora de Catalunya i formar en temàtiques trans professionals de la salut, l'educació i l'empresa. El 2021, la Generalitat de Catalunya va reconèixer el seu treball i li va atorgar la Medalla al treball President Macià. Es va jubilar el 2023, però continua impartint formació i conferències.